# Miguel and the Living Dead
Miguel and the Living Dead – polski zespół założony w 2001 roku w Warszawie, grający mieszankę rocka gotyckiego, punka, deathrocka i psychobilly. Grupa stworzyła spójny i konsekwentny wizerunek sceniczny, występując w kostiumach i charakteryzacji oraz komponując utwory nawiązujące do starych horrorów i stylu wizualnego lat 80.
Na eklektyczną formułę brzmieniową zespołu składają się wpływy europejskiego rocka gotyckiego, punka i post-punka, amerykańskiego deathrocka, a także psychobilly, rock and rolla z lat 50. i 60. XX wieku, surfu, garage’u, rockabilly, country i ska.

## Historia zespołu

### Powstanie zespołu i wczesne lata (2001–2004)

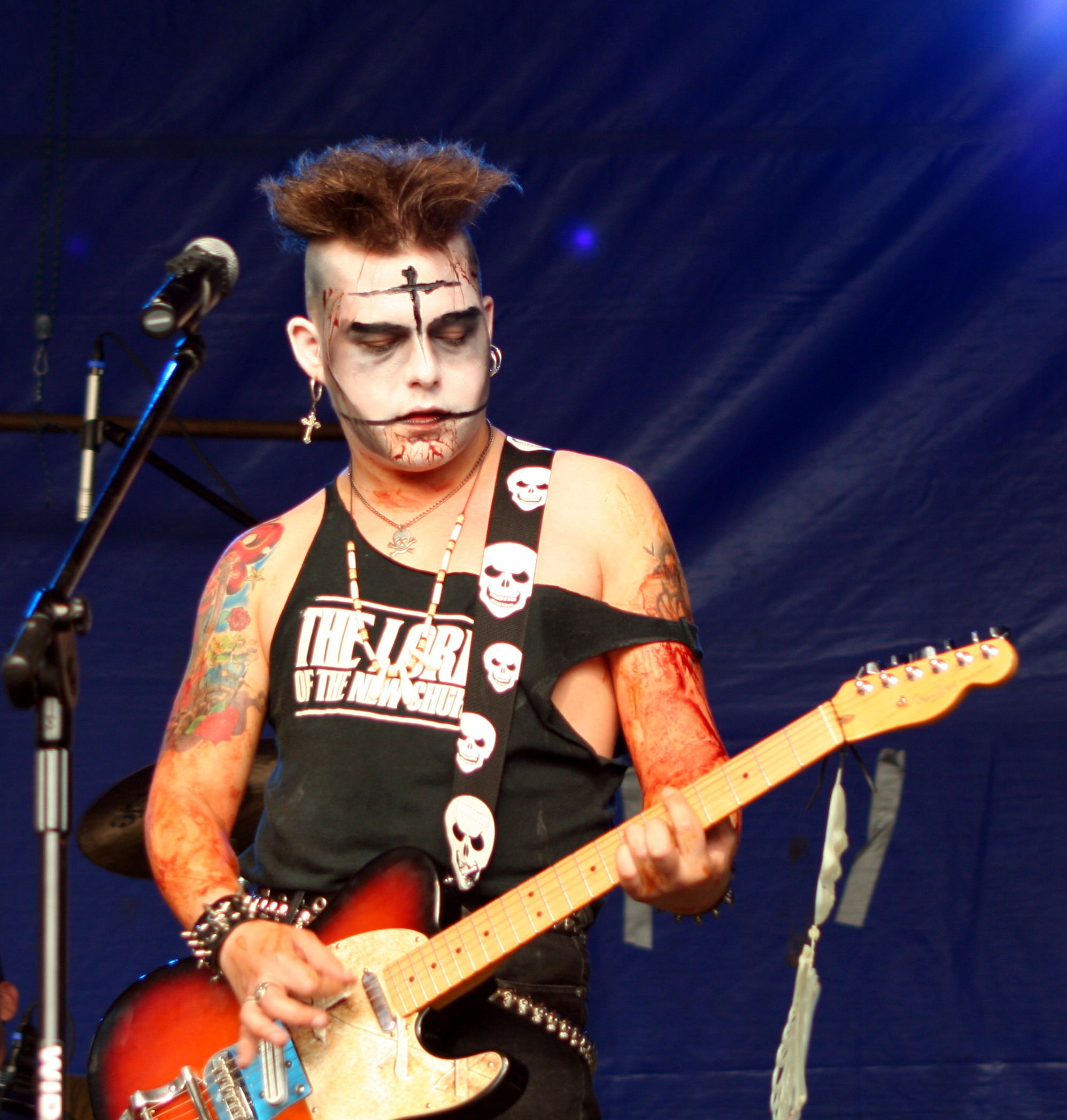
Nerve 69, założyciel grupy

W 2001 roku Pete Vincent (aka Nerve 69) założył Miguel and the Living Dead jako jednoosobowy projekt muzyczny. Pierwsze utwory zostały skomponowane i nagrane na domowym komputerze, m.in.: „Salem's Lot”, „Night of Terror”, „Aliens Wear Sunglasses” i „Train of the Dead”. Na przełomie 2003/2004 do Pete’a dołączyli byli muzycy post-punkowego zespołu Eva: Slavik (śpiew), Killer Klaus (gitara basowa) i El Diablo (perkusja). 

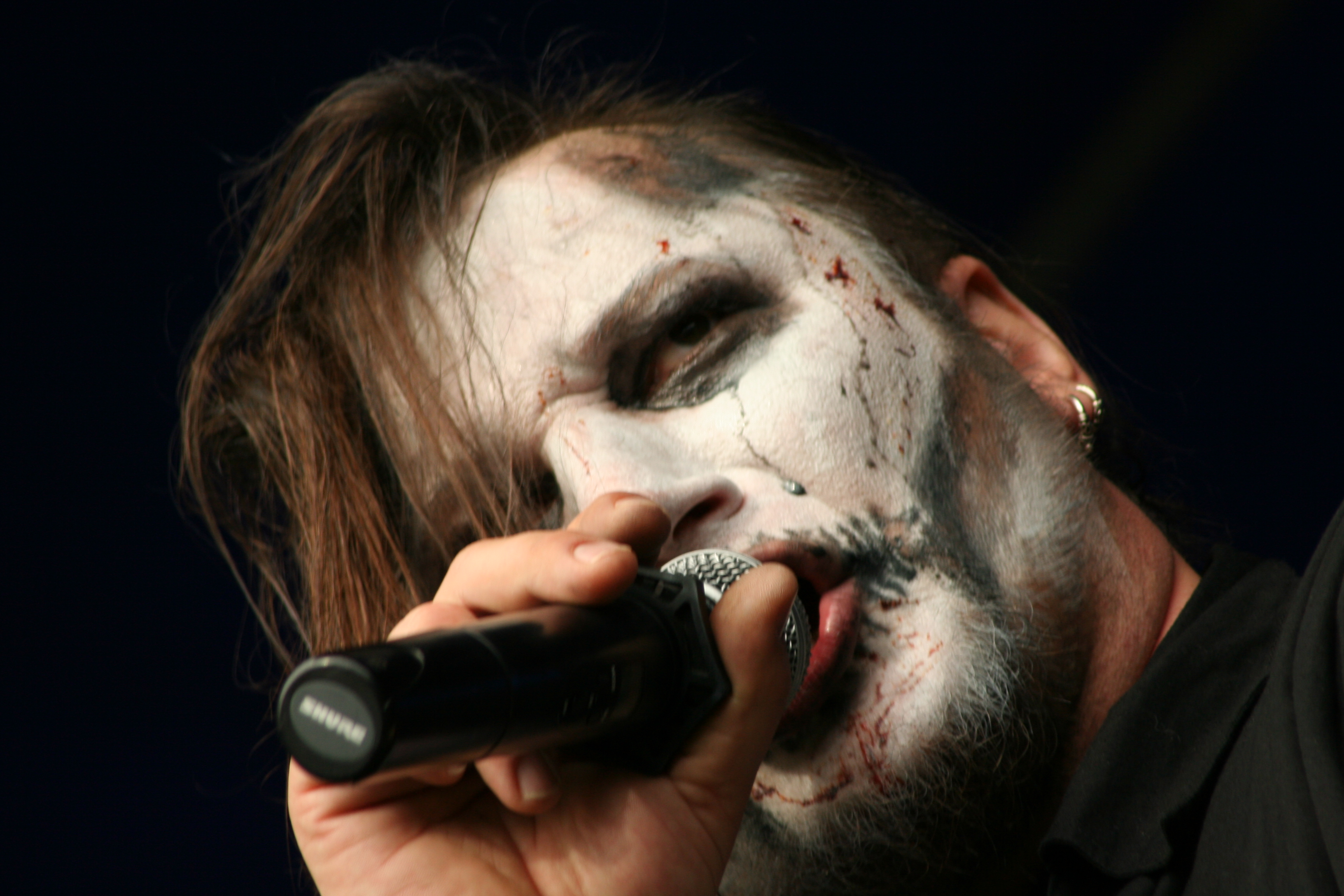
Slavik, wokalista

 W lutym 2004 roku zespół zagrał pierwszy koncert w Warszawie. Krótko przed debiutem na żywo ukazało się Demo 2004. Zawierało ono pięć piosenek powstałych w latach 2001–2003, wykonanych przez Pete’a Vincenta (instrumenty) i Slavika (śpiew). 

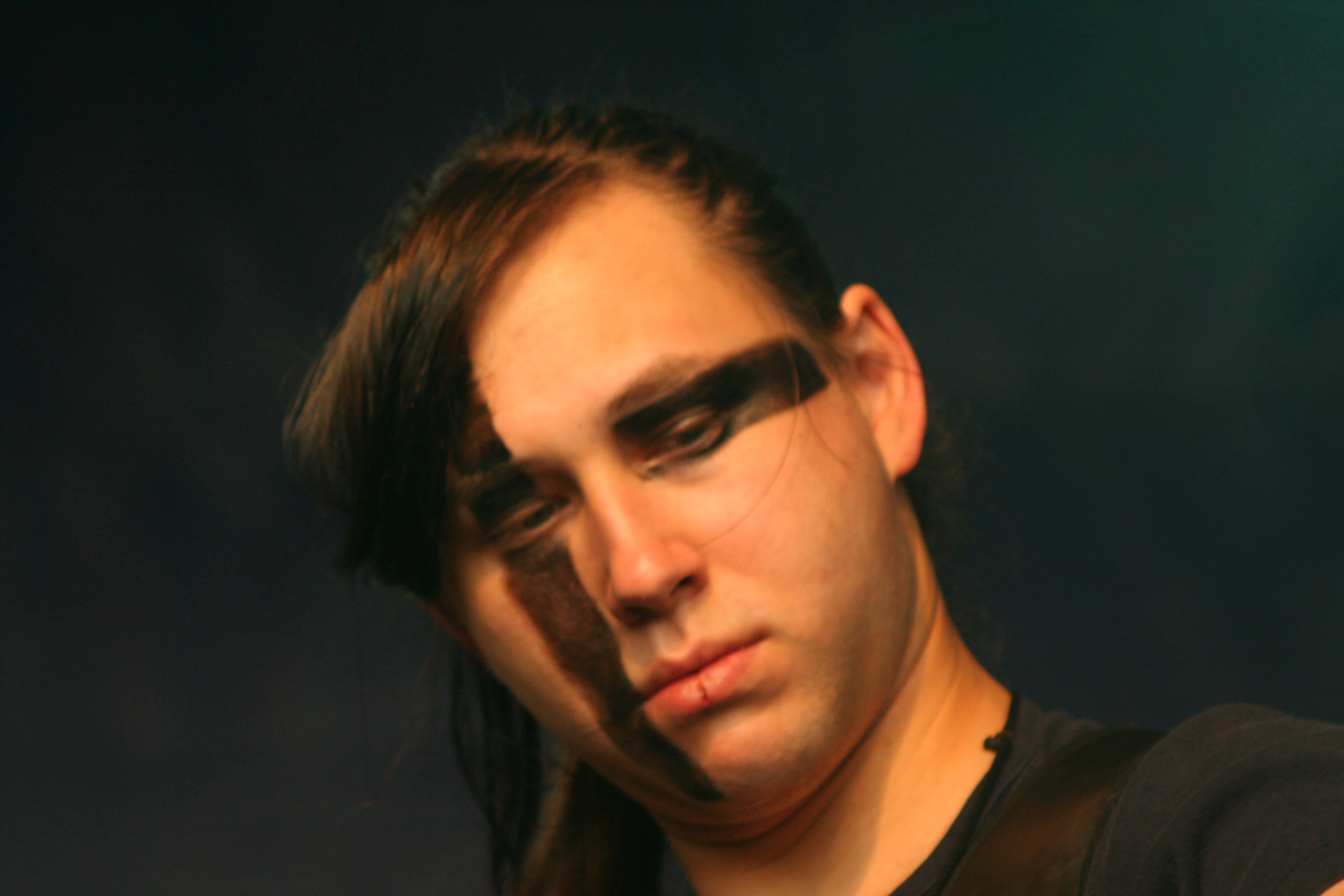
Killer Klaus, basista

 Wiosną 2004 roku do grupy dołączył nowy członek, klawiszowiec Goozzolini, i pełny skład koncertowy został skompletowany. Muzycy dali szereg koncertów w Polsce, a także zadebiutowali poza granicami Polski, m.in. na festiwalu Punk Aid w Czechach u boku The Damned, Sex Gang Children i The Last Days Of Jesus. W tym okresie zespół ogromnie wspierał przyjaciel i mentor grupy, polski dziennikarz zajmujący się muzyką alternatywną/gotycką, DJ i organizator cyklicznych koncertów pod nazwą Old Skull – Tomasz Zrąbkowski (aka Maniak, Ghostmaniac).

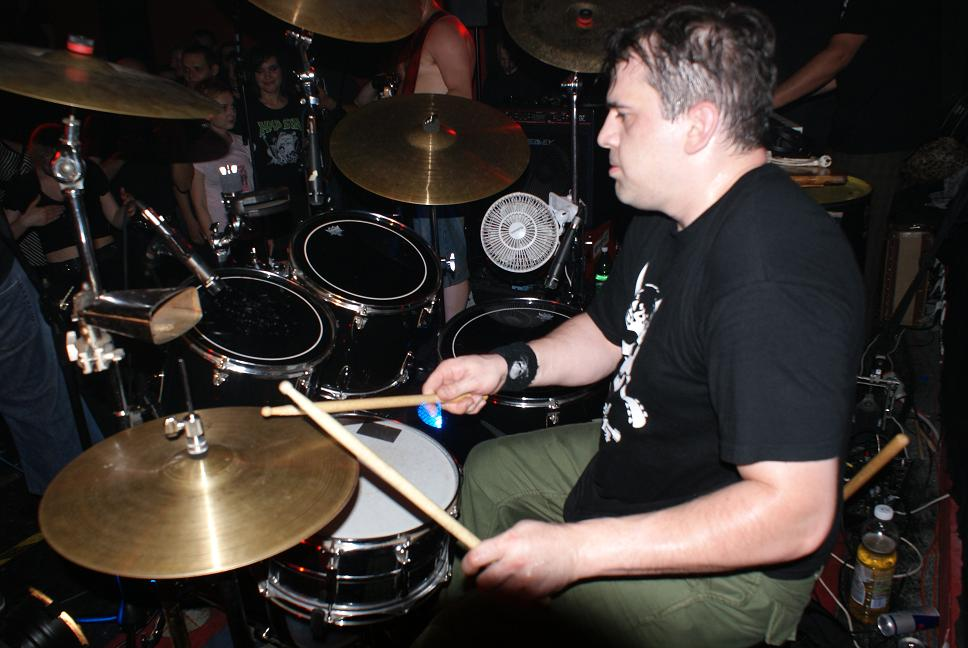
Niuniek El Diablo, perkusista w latach: 2004-2010

### Alarm!!!iPostcards From The Other Side(2005–2007)

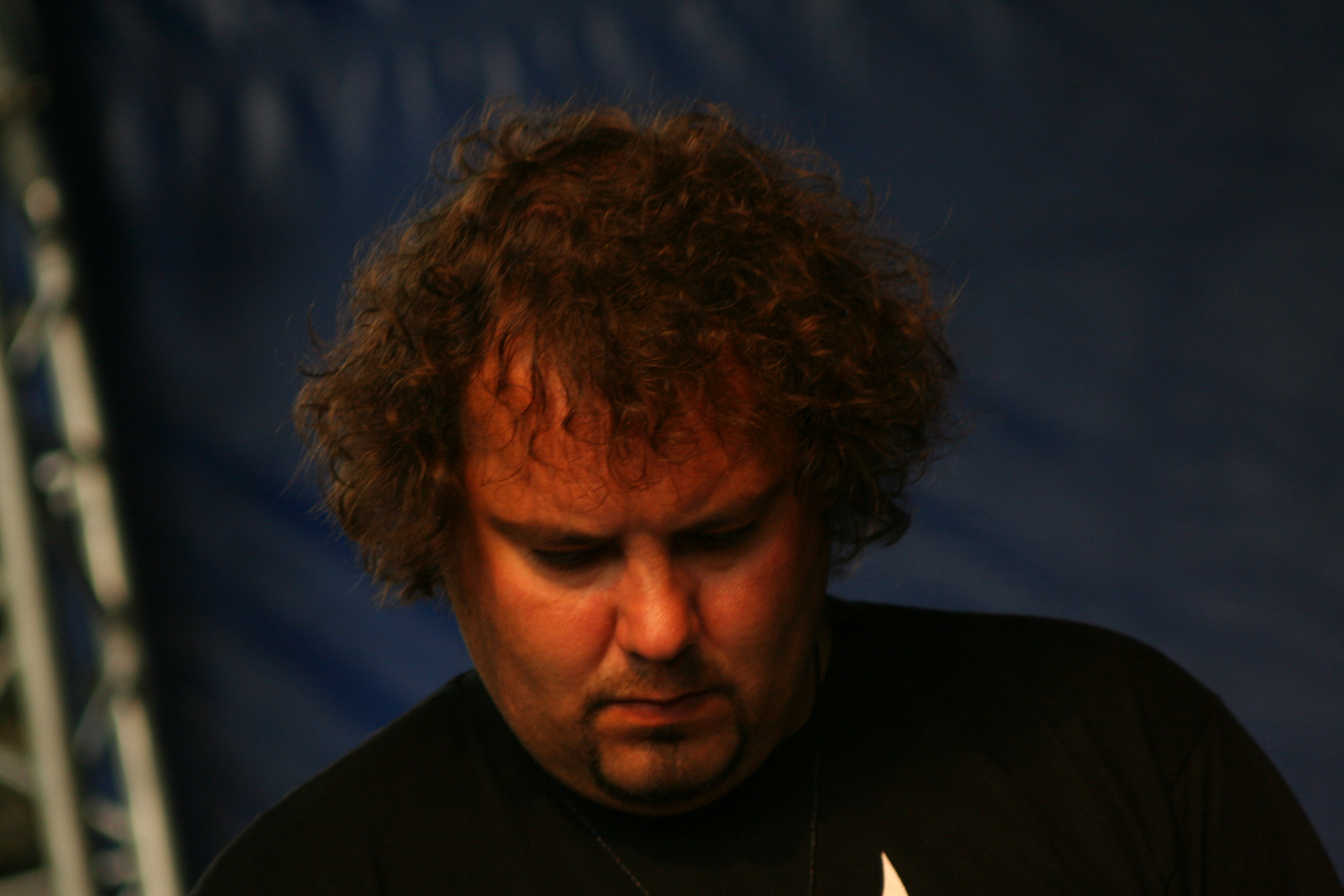
Burza, instrumenty klawiszowe (2005–2010)

W lipcu 2005 roku nakładem niemiecko-austriackiej wytwórni Strobelight Records ukazał się pierwszy oficjalny album zespołu Alarm!!!. Płyta zebrała bardzo dobre recenzje w prasie fachowej, dzięki czemu zespół zyskał popularność i zaczął koncertować w Europie (Włochy, Francja, Austria, Czechy, Słowacja, Luksemburg, Niemcy). W 2005 roku Miguel and the Living Dead zmienili klawiszowca, Goozzolini został zastąpiony przez Burzę. Utwory zespołu ukazały się na kilku składankach (Gothic Magazine, New Dark Age vol. 3, Cold Zine).
W 2006 roku zespół koncertował w Wielkiej Brytanii, Austrii i Niemczech (na 15 edycji Wave-Gotik-Treffen w Lipsku, m.in. gdzie grały: Clan Of Xymox, Combichrist, Dark Sanctuary, Deathstars, Decoded Feedback, Deine Lakaien, Feindflug, Katatonia, Lacrimosa, Nitzer Ebb, Samael, Theatre Of Tragedy, VNV Nation). Tego roku w sierpniu wystąpił także na słynnym Festiwalu Muzyki Rockowej Jarocin, gdzie otrzymał specjalne wyróżnienie od jury). Podobno jedyną przeszkodą w zdobyciu nagrody był fakt, że grupa miała teksty wyłącznie w języku angielskim. Wydana w tym samym roku niemiecka kompilacja New Dark Age vol. 4 zawierała nowy utwór zatytułowany „Lycanthrophy”, który był jednocześnie zwiastunem nadchodzącej drugiej płyty zespołu.
Latem 2007 roku Miguel and the Living Dead wydali drugi album pt. Postcards From The Other Side, tym razem nakładem polskiej niezależnej wytwórni Noise Annoys. Na nowym albumie znalazło się dziesięć premierowych kompozycji utrzymanych w stylistyce podobnej do debiutu. Utwory z nowej płyty, a także z Alarm!!!, zostały zaprezentowane na prestiżowym europejskim festiwalu Castle Party 2007 w Bolkowie. Nowy album zebrał pozytywne recenzje w undergroundowej i oficjalnej prasie muzycznej.

### Zawieszenie działalności (2010–2017) i reaktywacja (od 2017)

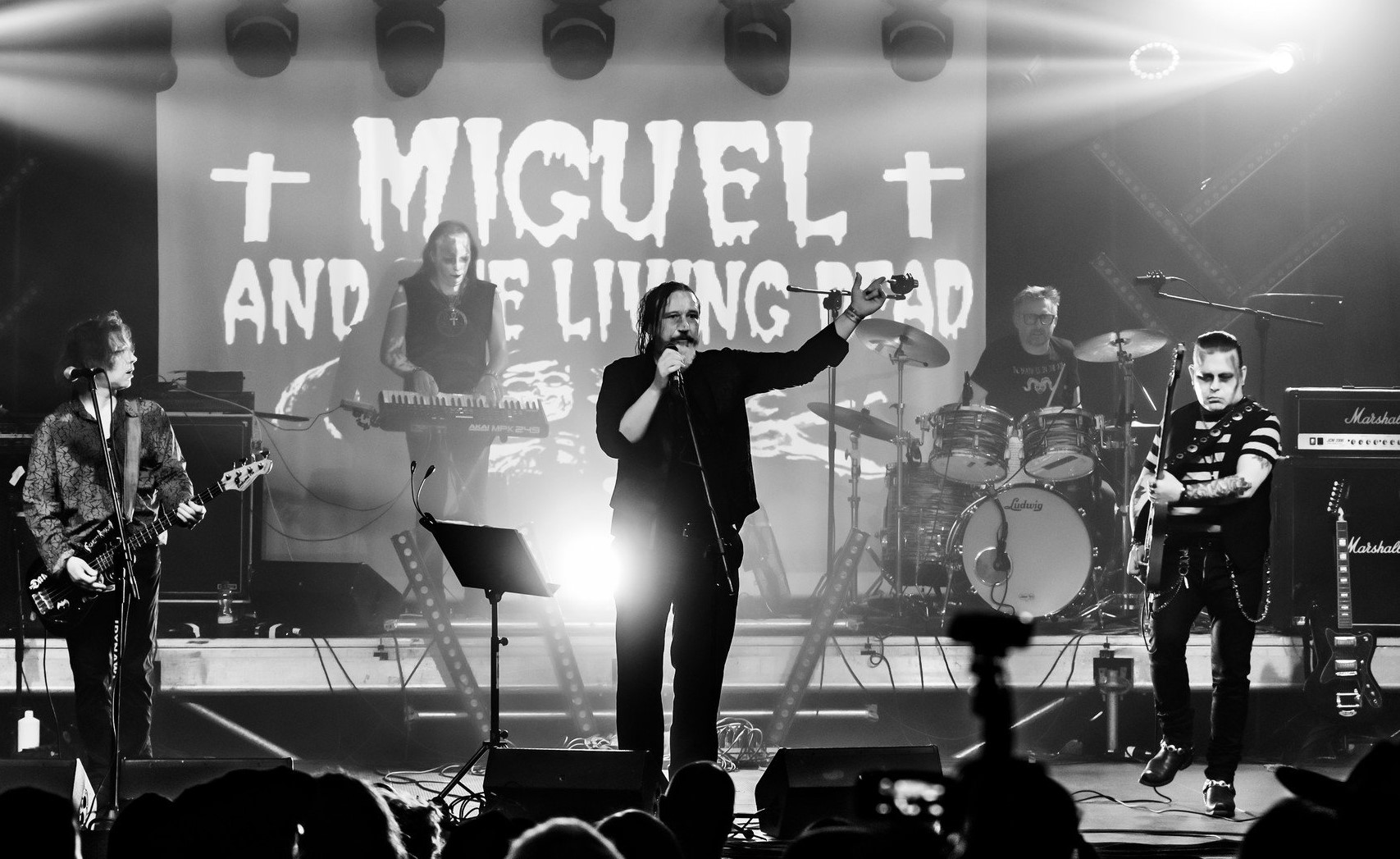
Koncert Miguel and the Living Dead, po reaktywacji zespołu

Latem 2007 lider zespołu Pete Vincent wyemigrował na stałe do Wielkiej Brytanii. 

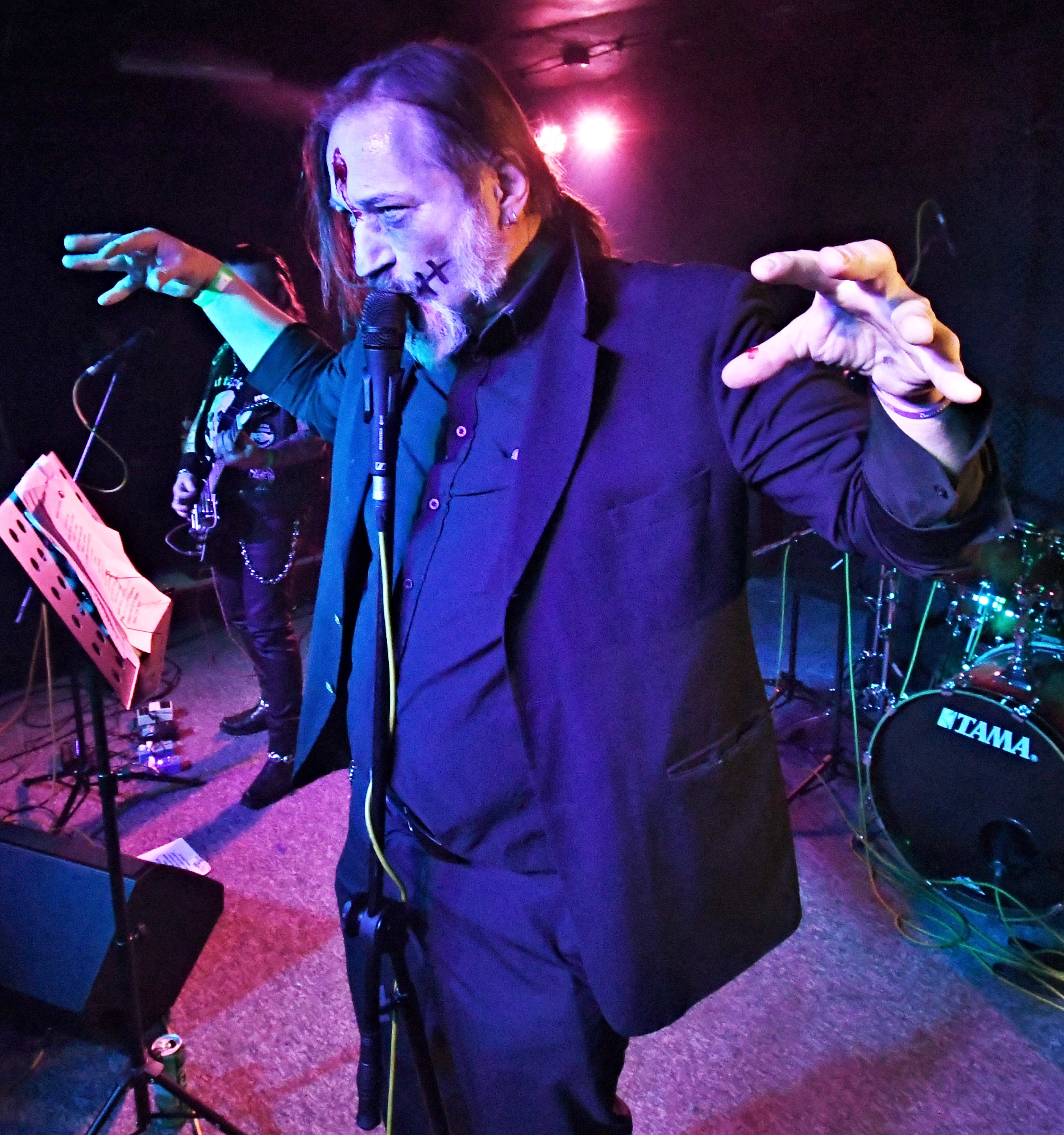
Slavik, śpiew, 2022 rok

 Spowodowało to tymczasowe zawieszenie działalności zespołu. Grupa nadal grała okazjonalnie koncerty w kraju i za granicą, jednak po zagraniu bardzo dobrze przyjętego występu na słynnym festiwalu gotycko/deathrockowym Drop Dead w Wilnie w 2010 roku Miguel and the Living Dead postanowili definitywnie zakończyć działalność. Wszyscy członkowie zespołu pozostali jednak aktywni na scenie muzycznej, występowali i nagrywali z licznymi grupami i projektami, takimi jak Hatestory, Past, TZN Xenna, Wrony Na Śniegu, Miniskirt Blues, Devilish Presley, The Underrunners i innych.
W 2017 roku Miguel and the Living Dead wznowili działalność w następującym składzie: Slavik – śpiew, Pete Vincent – gitara, Killer Klaus – bas, Staszek – perkusja (Syrbski Jeb, Hatestory) i Vins Vilaplana (muzyk pochodzenia hiszpańskiego) – instrumenty klawiszowe (ex- La Casa Usher). Ponieważ Pete i Vins na stałe mieszkają w Londynie, zespół stał się teraz międzynarodową formacją, rozdzieloną na dwa kraje, tj. Polskę i Wielką Brytanię. Grupa zaczęła aktywnie pracować nad nowymi utworami i przygotowywać się do właściwego powrotu scenicznego.

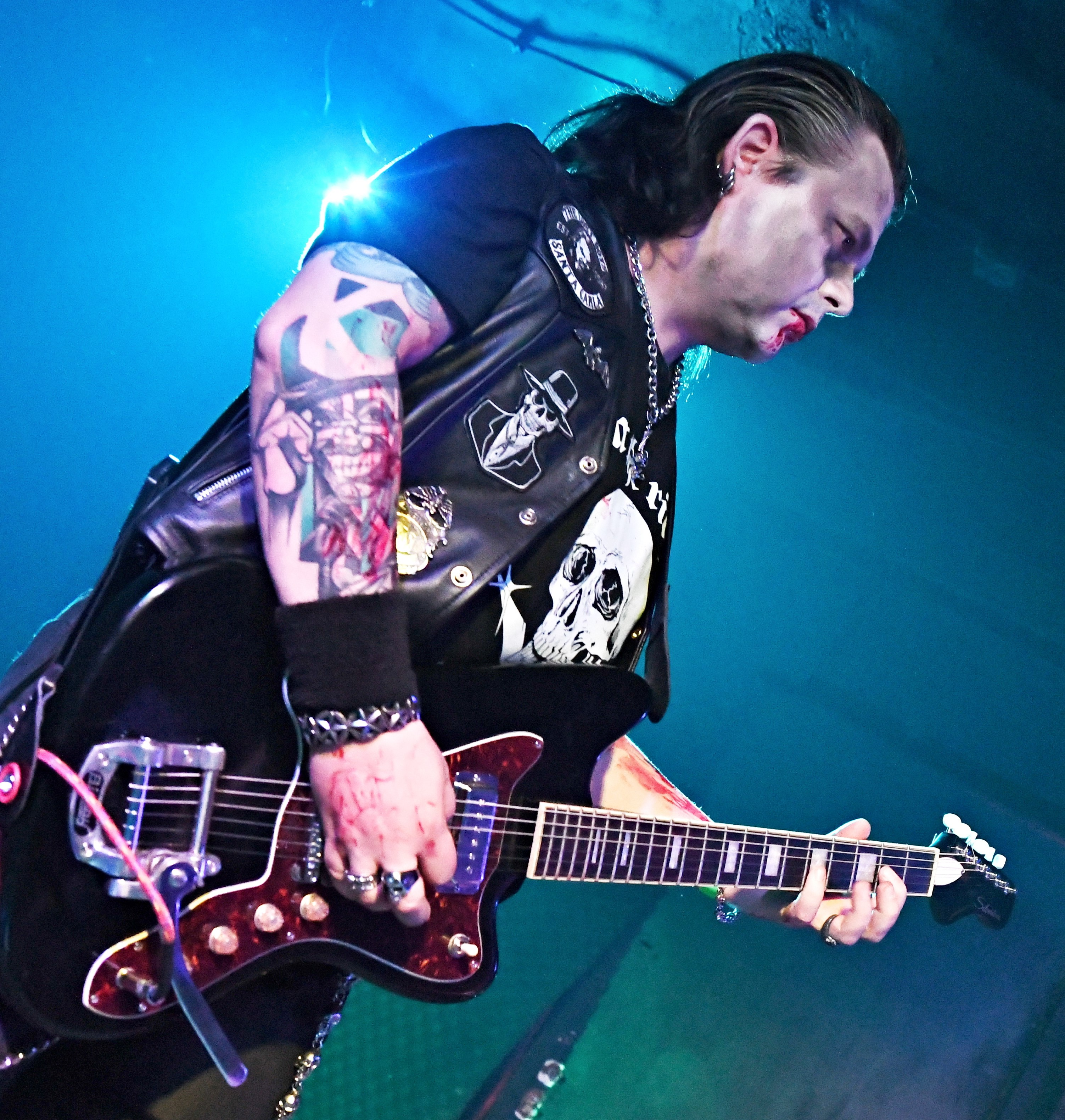
Pete Vincent, gitara i chórki, 2022 rok

W kwietniu 2019 roku zespół oficjalnie powrócił na scenę, grając na legendarnej już warszawskiej imprezie Old Skull, dokładnie tam gdzie w 2004 roku zadebiutował na żywo. W październiku tego samego roku Miguel and the Living Dead wystąpili na festiwalu Return To The Batcave we Wrocławiu u boku wielu popularnych międzynarodowych zespołów, takich jak Pink Turns Blue, Screaming Dead, Altar De Fey, Ötzi i Bootblacks. 

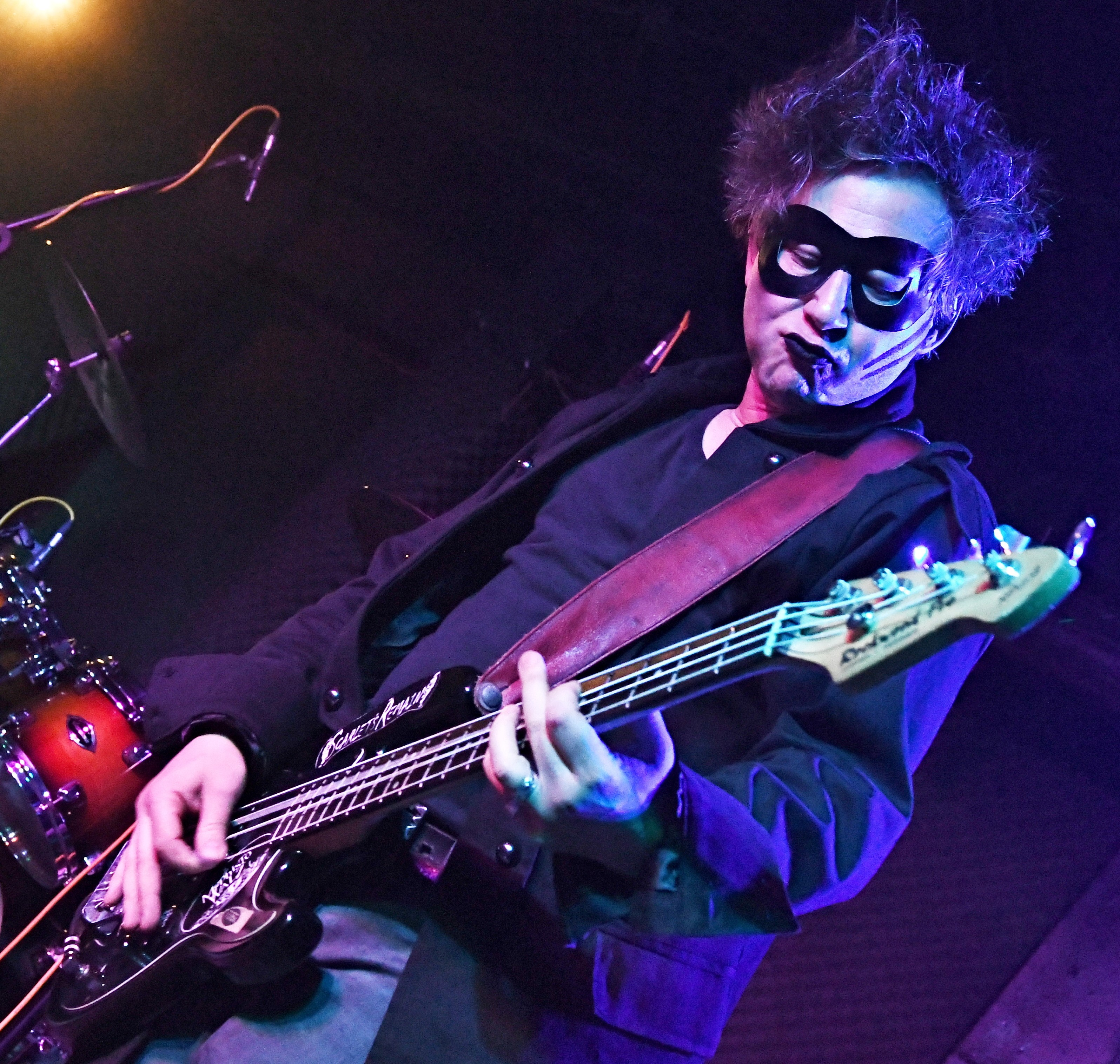
Klaus, gitara basowa i chórki, 2022 rok

 Materiał obejmował zarówno utwory z dwóch albumów wydanych przed rozpadem, jak również premierowe utwory. Przyjęcie ze strony licznej międzynarodowej publiczności było bardzo ciepłe.

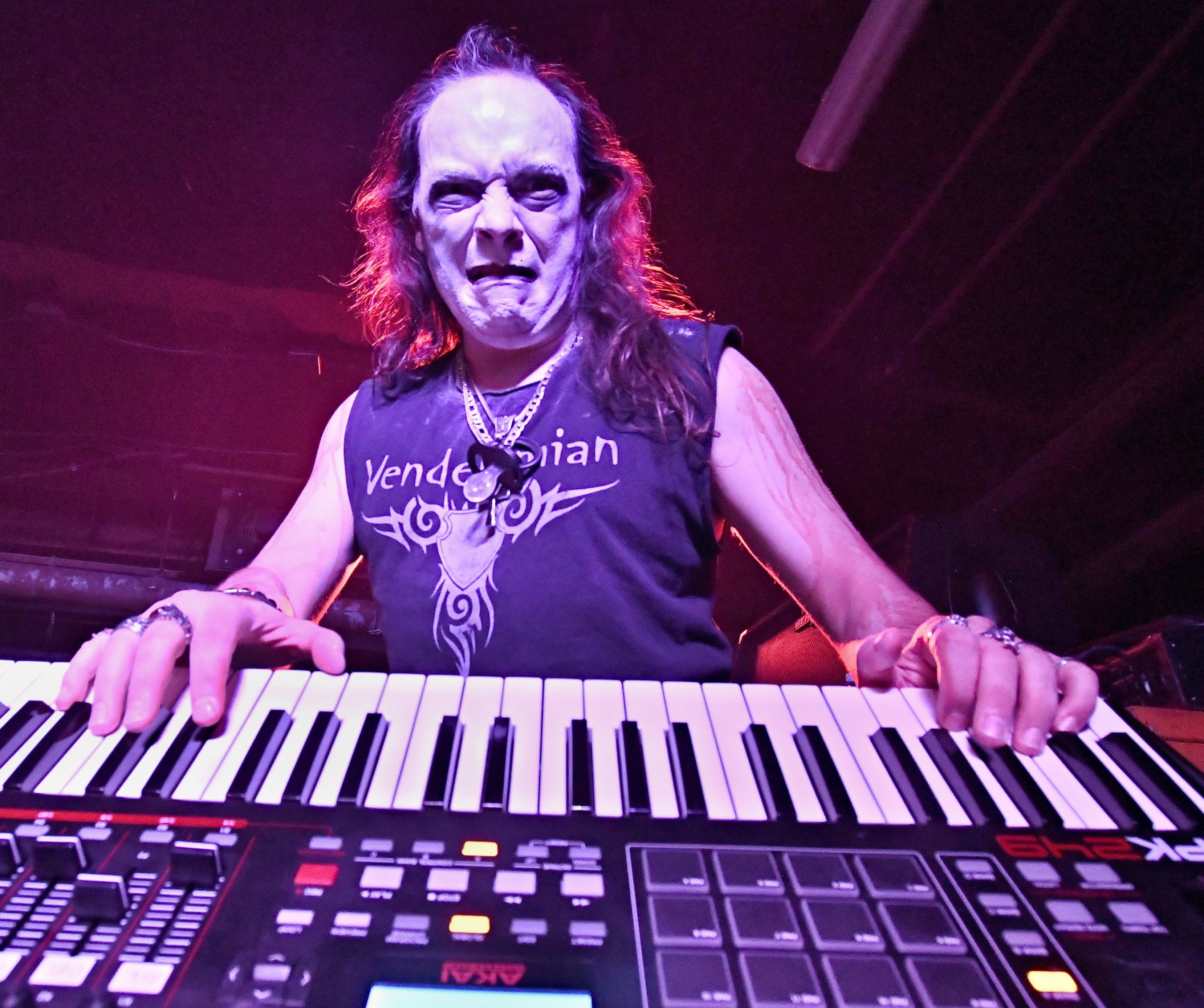
Vins, instrumenty klawiszowe od 2017 roku

W 2021 roku nakładem niezależnej, polskiej wytwórni Bat-Cave Productions ukazała się zremasterowana winylowa reedycja debiutanckiej płyty Alarm!!!
W wyniku pandemii Covid-19 zespół zawiesił działalność na okres lockdownu, ale w 2022 roku powrócił, grając kilka koncertów w Polsce, m.in. na festiwalu Ultra Chaos Picnic w Żelebsku k. Biłgoraja i ponownie na festiwalu Castle Party w Bolkowie.
Jesienią 2022 roku Miguel and the Living Dead rozpoczęli nagrywanie nowego albumu studyjnego. Nagrania zakończono wiosną 2023 roku. W maju zespół zagrał swój pierwszy po reaktywacji koncert zagraniczny na słynnym festiwalu Gothic Pogo w Lipsku w Niemczech.

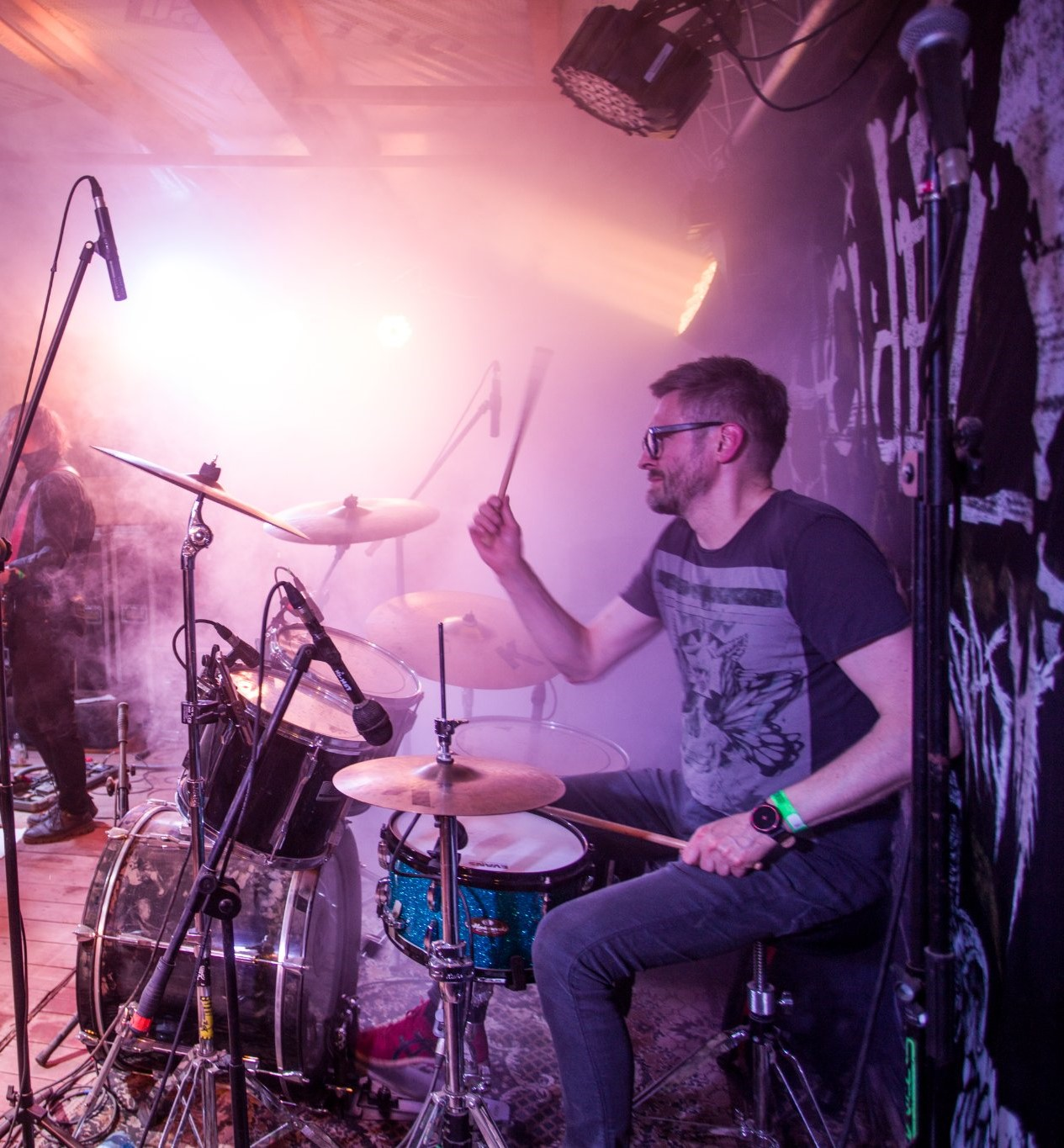
Staszek Wysocki, perkusja: 2017–2024

Podczas 20lecia Old Skull, 6 kwietnia 2024 roku, w drugim dniu festiwalu zespół wystąpił w klubie Hydrozagadka razem z Ksy i Corpus Delicti, natomiast pierwszego dnia zaprezentowały się polskie: 1984, Wieże Fabryk i brytyjski Section 25.

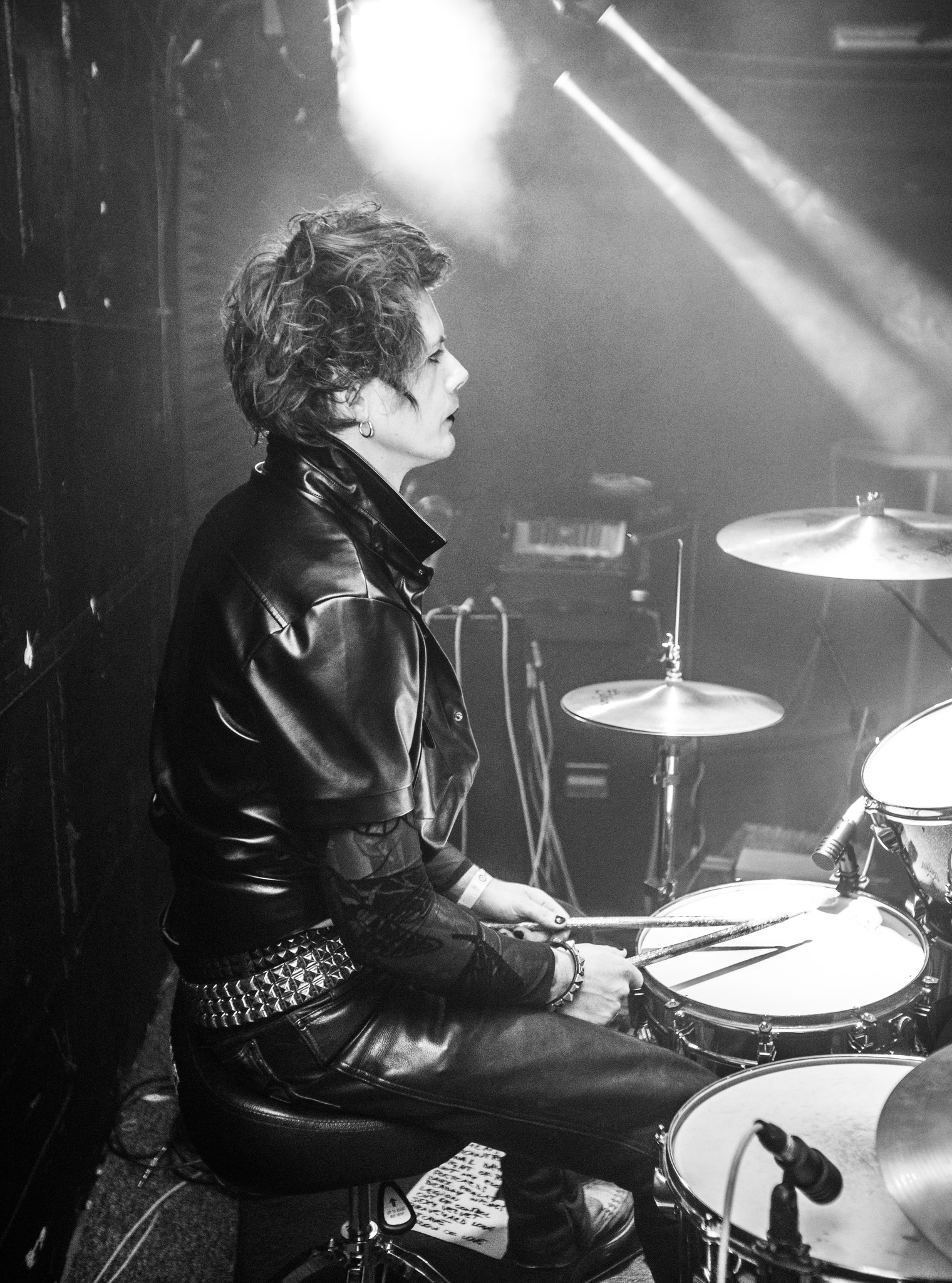
Don Dzwonson, perkusja: 2024--obecnie

W drugiej połowie 2024 roku dochodzi do kolejnej zmiany personalnej w zespole. Nowym perkusistą został Don Dzwonson, który zadebiutował na żywo podczas festiwalu Return to the Batcave we Wrocławiu (3–5 października 2024), grając pełny set z zespołem. Kolejny koncert z jego udziałem odbył się 2 listopada 2024 roku w warszawskim klubie Potok, podczas Halloween Party.
1 marca 2025 roku grupa zagrała w Meksyku na Tenochtitlán Oscura Fest. Był to długo wyczekiwany koncert przez meksykańską publiczność, która od lat czekała na występ zespołu na tamtejszej scenie.

## Skład

### Obecni członkowie zespołu
- Pete Vincent – gitara elektryczna, instrumenty klawiszowe, chórki (od 2001)
- Paweł "Slavik" Prabudzki – śpiew (od 2003)
- Tomasz "Killer Klaus" Wrześniowski – gitara basowa, chórki (od 2004)
- Vins Vilaplana – instrumenty klawiszowe (od 2017)
- Don Dzwonson – perkusja (od 2024)

### Byli członkowie zespołu
- Bartłomiej "Goozzolini" Guzowski– instrumenty klawiszowe (2004–2005)
- Mariusz "Niuniek El Diablo" Markiewicz – perkusja (2004–2010)
- Krzysztof "Burza" Burzycki – instrumenty klawiszowe (2005–2010)
- Stach Wysocki – perkusja (2017–2024)

## Dyskografia
- Demo, 2004 – 2004
- Alarm!!! – 2005
- Postcards from the Other Side – 2007